# لدا
لدا (به یونانی: Λήδα) در اسطوره‌های یونان، ملکه اسپارت است.
دختر تستیوس، پادشاه آیتولیایی بود. با توندارئوس پادشاه اسپارت ازدواج کرد و هلن، کلوتایمنسترا، کاستور و فویبه را به دنیا آورد. در افسانه‌ها آمده است زئوس به شکل قویی در آمد و لدا را فریفت و با او آمیزش نمود، و او پدر حقیقی هلن، کاستور و پولوکس بوده است.